# Greng
Greng är en ort och kommun vid Murtensjön i distriktet Lac i kantonen Fribourg, Schweiz. Kommunen hade 167 invånare (2023).